# Károly Muhr
Károly Muhr fue un deportista húngaro que compitió en remo. Ganó una medalla de bronce en el Campeonato Europeo de Remo de 1923, en la prueba de cuatro con timonel.

## Palmarés internacional
| Campeonato Europeo | Campeonato Europeo | Campeonato Europeo | Campeonato Europeo |
| Año                | Lugar              | Medalla            | Prueba             |
| ------------------ | ------------------ | ------------------ | ------------------ |
| 1923               | Como (Italia)      | Medalla de bronce  | Cuatro con timonel |